# فلاديمير سميرنوف (سياسي)
فلاديمير سميرنوف (بالروسية: Влади́мир Миха́йлович Смирно́в )‏ (و. 1887 – 1937 م) هو سياسي، واقتصادي من الاتحاد السوفيتي، والإمبراطورية الروسية، ولد في موسكو، كان عضوًا في الحزب الشيوعي السوفيتي، وحزب العمال الديمقراطي الاشتراكي الروسي، توفي في موسكو، عن عمر يناهز 50 عاماً.

## التعليم
تعلم في جامعة موسكو الحكومية.